# Kerry Washington

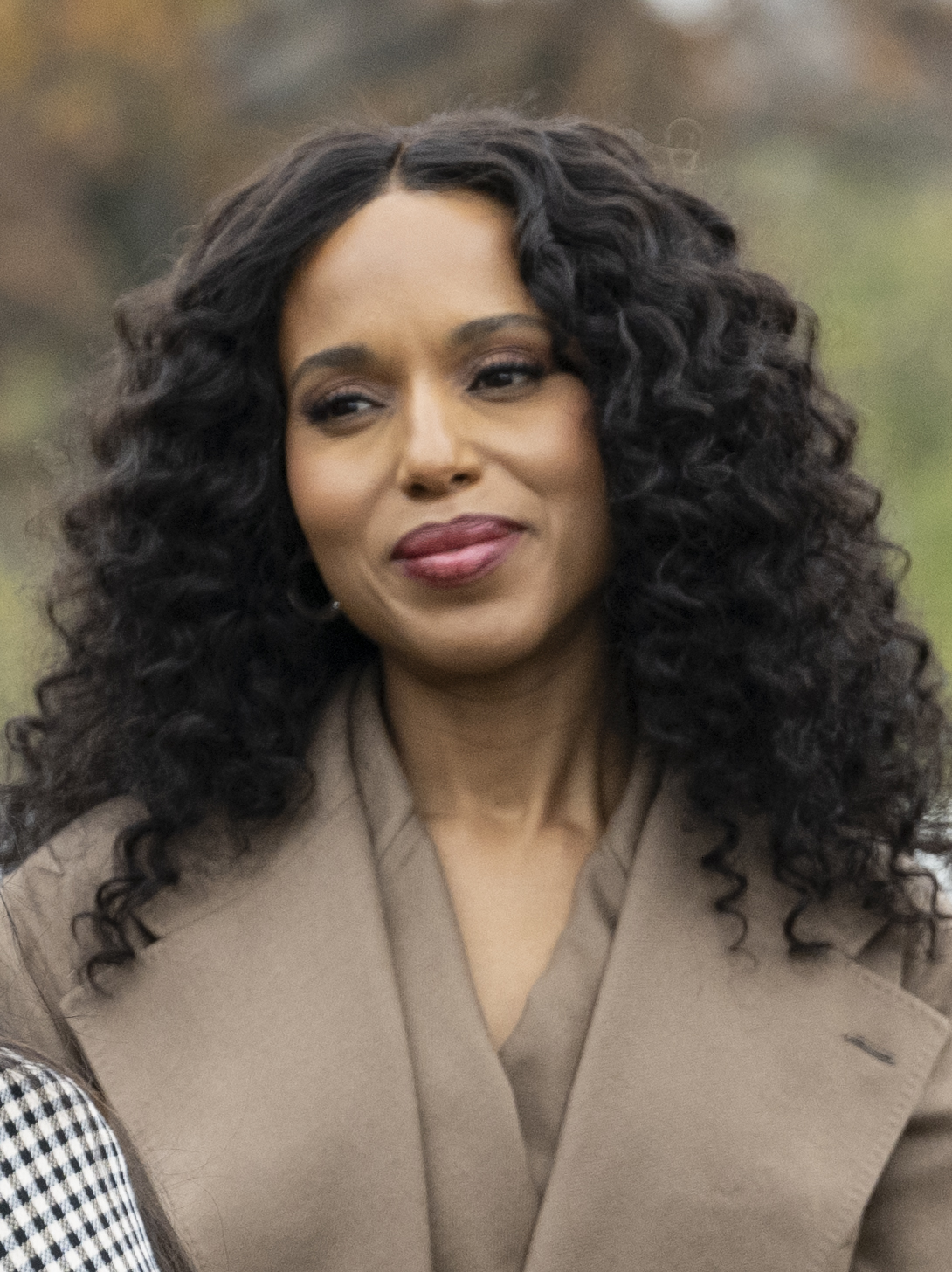
Kerry Washington (2024)

Kerry Marisa Washington (* 31. Januar 1977 in New York City) ist eine US-amerikanische Schauspielerin.

## Leben
Washington wurde in der Bronx, New York City, geboren, als Tochter von Valerie, einer Professorin und pädagogischen Beraterin, und Earl Washington, einem Immobilienmakler. Ihre Mutter ist jamaikanischer Herkunft. 1998 beendete sie ihr Theaterstudium an der George-Washington-Universität.
Erste Auftritte als Schauspielerin absolvierte sie 1994 und 1996, seit dem Jahr 2000 war sie in mehr als 45 Film- und Fernsehproduktionen zu sehen. Sie ist bekannt für ihre Rolle als Ray Charles’ Frau, Della Bea Robinson, in dem Film Ray (2004), als Idi Amins Frau Kay in Der letzte König von Schottland – In den Fängen der Macht und als Alicia Masters in den beiden Filmen Fantastic Four (2005) und Fantastic Four: Rise of the Silver Surfer (2007). Außerdem war sie in den Independentfilmen Our Song und Dead Girl zu sehen. 2012 war sie als Broomhilda von Shaft, Djangos Frau, in Quentin Tarantinos Film Django Unchained zu sehen. Des Weiteren spielte sie von 2012 bis 2018 die Hauptrolle der Olivia Pope in der Fernsehserie Scandal.
Sie war von Oktober 2004 bis März 2007 mit David Moscow verlobt. Im Juni 2013 heiratete Kerry Washington den Football-Profi Nnamdi Asomugha. Im April 2014 wurde die gemeinsame Tochter des Paares geboren. Im Oktober 2016 wurde ihr zweites Kind, ein Junge, geboren.

## Filmografie (Auswahl)
Als Schauspielerin
- 1994: Magical Make-Over
- 1996: Standard Deviants (Fernsehserie)
- 2000: Our Song
- 2001: Save the Last Dance
- 2001: Lift
- 2001: Law & Order (Fernsehserie, Folge 12x09)
- 2002: Take the A Train
- 2002: Bad Company – Die Welt ist in guten Händen (Bad Company)
- 2003: State of Mind (The United States of Leland)
- 2003: Der menschliche Makel (The Human Stain)
- 2003: Sin – Der Tod hat kein Gewissen (Sin)
- 2004: Die Promoterin (Against the Ropes)
- 2004: Strip Search
- 2004: She Hate Me
- 2004: Ray
- 2005: Sexual Life
- 2005: Mr. & Mrs. Smith
- 2005: Fantastic Four
- 2005–2006: Boston Legal (Fernsehserie)
- 2006: Der letzte König von Schottland – In den Fängen der Macht (The Last King of Scotland)
- 2006: Little Man
- 2006: Dead Girl (The Dead Girl)
- 2007: Fantastic Four: Rise of the Silver Surfer
- 2007: Ich glaub, ich lieb meine Frau (I Think I Love My Wife)
- 2007: Psych (Fernsehserie, Folge 2x11 Verrückt nach Mira)
- 2008: Lakeview Terrace
- 2009: Mütter und Töchter (Mother and Child)
- 2010: For Colored Girls – Die Tränen des Regenbogens (For Colored Girls)
- 2011: Liebe und andere Kleinigkeiten (The Details)
- 2012: Noch tausend Worte (A Thousand Words)
- 2012: Django Unchained
- 2012–2018: Scandal (Fernsehserie, 124 Folgen)
- 2013: Schwiegereltern inklusive (Peeples)
- 2016: Auf Treu und Glauben (Confirmation, Fernsehfilm)
- 2017: Cars 3: Evolution (Cars 3, Stimme im Original)
- 2018: How to Get Away with Murder (Fernsehserie, 2 Folgen)
- 2019: American Son
- 2020: Little Fires Everywhere (Miniserie, 8 Folgen)
- 2020: The Prom
- 2022: The School for Good and Evil
- 2023–2024: Unprisoned (Fernsehserie, 16 Folgen)
- 2024: The Six Triple Eight
- 2025: Shadow Force – Die letzte Mission (Shadow Force)

Als Produzentin
- 2019: American Son

Als Regisseurin
- 2018: Scandal (Folge 7x10)

## Auszeichnungen
Golden Globe Award
- 2014: Nominierung als Beste Serien Hauptdarstellerin – Drama für Scandal
- 2017: Nominierung als Beste Hauptdarstellerin – Mini-Serie oder TV-Film für Auf Treu und Glauben

Primetime Emmy Award
- 2013: Nominierung als Beste Hauptdarstellerin in einer Dramaserie für Scandal
- 2014: Nominierung als Beste Hauptdarstellerin in einer Dramaserie für Scandal
- 2016: Nominierung als Bester Fernsehfilm für Auf Treu und Glauben
- 2016: Nominierung als Beste Hauptdarstellerin in einer Miniserie oder einem Fernsehfilm für Auf Treu und Glauben
- 2020: Nominierung als Beste Miniserie für Little Fires Everywhere
- 2020: Nominierung als Beste Hauptdarstellerin in einer Miniserie oder Fernsehfilm für Little Fires Everywhere
- 2020: Nominierung als Bester Fernsehfilm für American Son

Black Reel Award
- 2005: Nominierung als Beste Hauptdarstellerin für Ray

MTV Movie Award
- 2013: Nominierung Bester Kuss für Django Unchained